# Listen (musikalbum)
Listen är gruppen A Flock of Seagulls andra album, utgivet 1983.

## Låtlista
1. "Wishing (If I Had a Photograph of You)" – 5:31
2. "Nightmares" – 4:37
3. "Transfer Affection" – 5:21
4. "What Am I Supposed To Do" – 4:13
5. "Electrics" – 3:33
6. "The Traveller" – 3:26
7. "2-30" – 0:59
8. "Over the Border" – 5:04
9. "The Fall" – 4:30
10. "(It's Not Me) Talking – 5:00